# Физир ФТ-1
Физир ФТ-1 (на крштењу је добио име „Небојша") је једномоторни лаки путничко туристички авион тросед кога је направила авио радионица инжењера Рудолфа Физира из Петроварадина према властитом пројекту. Авион је полетео 1935. године и коришћен је за цивилну употребу до 1939. године.

## Развој
Током 1934. године инж. Рудолф Физир је конструисао авион намењен Аероклубу а прототип је направљен прве половине 1935. године. Мотор за овај авион је конструктору бесплатно уступила команда ваздухопловства. Прототип авиона је направљен у Физировој приватној радионици у Петроварадину. Прве пробне летове овим авионом је обавио у току лета 1935. године пробни пилот Василије Стојановић. Крштење авиона је обавила жена генерала Владимира Белића председника новосадског аероклуба 6. септембра 1935. године и тада је авион добио име „Небојша“.
Авион је почетком 1936. године испитала комисија Ваздухопловства војске Краљевине Југославије у Новом Саду, па му је након њеног позитивног мишљења издата употребна дозвола. Авион Физир ФТ-1 „Небојша“ је исте године уписан у цивилни регистар авиона Краљевине Југославије под ознаком YU-PDV.

### Технички опис
Физир ФТ-1 је једномоторни једнокрилни троседи (пилот + 2 путника) авион. Авион је потпуно дрвене конструкције труп је обложен шперплочама, а крила су пресвучена фурниром а предњи део трупа на кога је причвршћен радијални (звездасти) ваздухом хлађени мотор је обложен лимом. Око цилиндара мотора се налази NACA прстен који побољшава хлађење мотора. Мотор је Walter NZ 120/135 KS кога је произвела фирма С. Влајковић и комп. из Раковице. Елиса која покреће авион је двокрака, направљена од дрвета фиксног корака. Попречни пресек трупа је елипсастог облика, у кога је смештена кабина за пилота и два путника. Пилот седи у првом реду а путници су у другом реду седиште до седишта. Кабина за пилота и путнике је затворена поклопцем кабине од плексигласа. Крила су трапезастог облика са заобљеним крајевима, а нападна ивица крила заклапа готово прави угао са уздужном осом авиона. Према положају крила авион је био нискокрилац. Репна крила су елипсастог облика. Стајни трап је фиксан конвенционалног типа, напред независни точкови (без фиксне осовине) причвршћени за труп и крила авиона. Сваки точак је имао амортизер са гуменим тракама. На репу авиона налази се еластична дрљача као трећа ослона тачка.

## Оперативно коришћење
Данас постоји веома мало података о коришћењу авиона Физир ФТ-1 „Небојша“ . Зна се, да када је регистрован 1936. године као власник је наведен Обласни одбор Аероклуба Нови Сад, где је авион коришћен за обуку и тренажу пилота и демонстративне летове у циљу популаризације ваздухоловства. Авион 1938. године прелази у власништво Средишне управе Аероклуба Краљевине Југославије. Те и наредне године овај авион је узео учешће у међународним такмичењима југословенских пилота у земљи и иностранству.
На међународној ваздухопловној утакмици, Кружном лету спортских авиона аероклубова Мале Атанте, одржаној крајем августа 1938. Године, Краљевину Југославију су представљали пилоти Радосав Котарац и Радмило Миленковић са авионом Физир ФТ-1 „Небојша“.

## Земље које су користиле овај авион
| - Југославија |